# Sphecodes rufiventris
Sphecodes rufiventris là một loài Hymenoptera trong họ Halictidae. Loài này được Panzer mô tả khoa học năm 1798.